# 水谷直樹 (声優)
水谷 直樹（みずたに なおき、1985年2月26日 - ）は、日本の男性声優。三重県出身。

## 人物
2012年3月までマウスプロモーションに所属。
2014年10月よりワンダースペースに所属。
2012年10月14日より、自主企画ラジオ『スリーオン○○!』を放送していた。
方言は関西弁（三重弁）。
趣味・特技はテニス、ゲーム、マッサージ。資格は理学療法士免許。

## 出演

### テレビアニメ
2010年
- ハートキャッチプリキュア!（大塚たつや）
- ヨスガノソラ（男子生徒）

2012年
- ギルティクラウン（男子生徒）
- 黒子のバスケ（2012年 - 2015年、降旗光樹） - 3シリーズ
- ダンボール戦機W（チャールズ）

2013年
- ささみさん@がんばらない（教師C）

### 劇場アニメ
- 劇場版 黒子のバスケ LAST GAME（2017年、降旗光樹）

### ゲーム
2011年
- ガチトラ! 〜暴れん坊教師 in High School〜（横手組構成員D）
- 侍道4
- マクロストライアングルフロンティア（男主人公B）

2012年
- 黒子のバスケ キセキの試合（降旗光樹）

2014年
- 黒子のバスケ 勝利へのキセキ（降旗光樹）

2015年
- 黒子のバスケ 未来へのキズナ（降旗光樹）

2023年
- 黒子のバスケ Street Rivals（降旗光樹）

### 吹き替え
- ドラゴン桜〈韓国版〉（ホン・チャンドゥ）
- プライベート・プラクティス4
- ブラザーズ&シスターズ
- 恋愛兵法

### ラジオ
- アクターズゲート メガ×ポジradio

### 自主ラジオ
- スリーオン○○!

### ドラマCD
- 黒子のバスケ DRAMA THEATER 1st GAMES（降旗光樹）

### オーディオブック
- 戦場のコックたち（ライナス）